# Frank Baudach
Frank Baudach (* 22. Februar 1957 in Kiel) ist ein deutscher Literaturwissenschaftler und langjähriger wissenschaftlicher Mitarbeiter und Leiter der Eutiner Landesbibliothek.

## Leben und Wirken
Frank Baudach studierte Germanistik, Philosophie und Musikwissenschaft an der Christian-Albrechts-Universität zu Kiel. Im Jahre 1985 legte er seine Magisterprüfung ab, 1990 promovierte er bei Hans-Joachim Mähl an der Universität Kiel. 1991 begann er seine Tätigkeit als wissenschaftlicher Mitarbeiter der Eutiner Landesbibliothek, um die dortigen wertvollen historischen Bibliotheksbestände zu erschließen. 2004 wurde er stellvertretender Leiter dieser Bibliothek, 2009 übernahm er die Leitung bis zum Eintritt in den Ruhestand im Januar 2023. Während seiner langen Tätigkeit an dieser Regionalbibliothek gestaltete er mehrere Ausstellungen, u. a. im Bereich Reisekultur und regionaler Literaturgeschichte. Außerdem konnte er den historischen Bestand der Eutiner Landesbibliothek durch Erwerbungen von Drucken, Autographen oder Karten erheblich vergrößern.
In seinen zahlreichen literaturwissenschaftlichen Veröffentlichungen beschäftigt sich Baudach vor allem mit den Dichtern und Schriftstellern Johann Heinrich Voß und Friedrich Leopold Graf zu Stolberg, die zum „Eutiner Kreis“ gehören.

## Veröffentlichungen (Auswahl)
- Planeten der Unschuld – Kinder der Natur. Die Naturstandsutopie in der deutschen und westeuropäischen Literatur des 17. und 18. Jahrhunderts (= Hermaea, N.F. Bd. 66). Niemeyer, Tübingen 1993, ISBN 3-484-15066-1 (Dissertation Universität Kiel bei Hans-Joachim Mähl).
- Die Dichtungsauffassung des jungen Wieland. In: Theodor Verweyen (Hrsg.): Dichtungstheorien der deutschen Frühaufklärung (= Hallesche Beiträge zur europäischen Aufklärung, Bd. 1). Niemeyer, Tübingen 1995, S. 187–199, ISBN 3-484-81001-7.
- (Hrsg.): Johann Heinrich Voss (1751–1826). Beiträge zum Eutiner Symposium im Oktober 1994 (= Eutiner Forschungen, Bd. 5). Struve, Eutin 1997, ISBN 3-923457-40-5.
- Die Idee des friedlichen Naturstaates in literarischen Utopien des 17. und 18. Jahrhunderts. In: Klaus Garber (Hrsg.): Erfahrung und Deutung von Krieg und Frieden. Religion – Geschlechter – Natur und Kultur. Fink, München 2001, S. 801–815, ISBN 3-7705-3539-1.
- (Hrsg., mit Ute Pott): "Ein Mann wie Voß ..."  Ausstellung der Eutiner Landesbibliothek, des Gleimhauses Halberstadt und der Johann-Heinrich-Voß-Gesellschaft zum 250. Geburtstag von Johann Heinrich Voß, Kreisbibliothek Eutin, 13. Mai bis 23. Juni 2001, Das Gleimhaus, Halberstadt, 5. Juli bis 16. August 2001,  Johann-Heinrich-Voß-Museum, Otterndorf, 14. Oktober bis 25. November 2001 (= Veröffentlichungen der Eutiner Landesbibliothek, Bd. 4). Ed. Temmen, Bremen 2001, ISBN 3-86108-537-2 (2. Aufl. 2020).
- (Hrsg.): Friedrich Leopold Graf zu Stolberg (1750–1819). Beiträge zum Eutiner Symposium im September 1997 (= Eutiner Forschungen, Bd. 7). Struve, Eutin 2002, ISBN 3-923457-67-7.
- Friedrich Leopold Stolberg aus heutiger Sicht. In: Westfälische Zeitschrift, Bd. 151/152 (2002/2002), S. 375–390.
- "Mir gefällt doch die Berührigkeit des Menschen". Johann Heinrich Voß und Reichardt. In: Walter Salmen (Hrsg.): Johann Friedrich Reichardt und die Literatur. Komponieren, Korrespondieren, Publizieren. Olms, Hildesheim 2003, S. 335–359, ISBN 3-487-11986-2.
- (Hrsg., mit Axel E. Walter): Wirken und Bewahren. Beiträge zur regionalen Kulturgeschichte und zur Geschichte der Eutiner Landesbibliothek. Festschrift für Ingrid Bernin-Israel (= Eutiner Forschungen, Bd. 8). Eutiner Landesbibliothek 2003, ISBN 3-9808529-1-1.
- Von der Freiheit eines Unmündigen. Ein ungedruckter Brief von Heinrich Voß. In: Vossische Nachrichten, Bd. 2 (1995), S. 5–18.
- Die Freundschaft zwischen Johann Heinrich Voß und Johann Wilhelm Gleim. In: Klaus Manger (Hrsg.): Rituale der Freundschaft (= Ereignis Weimar – Jena, Bd. 7). Winter, Heidelberg 2006, S. 131–146, ISBN 978-3-8253-5235-6.
- (Bearb., mit Kerstin Gräfin von Schwerin u. Axel Behne): Die Johann-Heinrich-Voß-Bibliothek Otterndorf. Katalog der Bestände der Lehrerbibliothek des ehemaligen Königlichen Realprogymnasiums Otterndorf (ehedem Höhere Bürgerschule) (= Voß-Materialien, Bd. ). Johann-Heinrich-Voß-Gesellschaft, Eutin 2007, ISBN 978-3-940211-00-2.
- Stolberg in Eutin. Die neuerworbenen Stolberg-Sammlungen der Eutiner Landesbibliothek. In: Ludger Syré (Hrsg.): Dichternachlässe. Literarische Sammlungen und Archive in den Regionalbibliotheken von Deutschland, Österreich und der Schweiz (= Zeitschrift für Bibliothekswesen und Bibliographie, Sonderbände, Bd. 98.) Klostermann, Frankfurt/M. 2009, S. 211–216, ISBN 3-465-03635-2.
- (Hrsg., mit Ute Pott): Friedrich Leopold Graf zu Stolberg (1750–1819). Standesherr wider den Zeitgeist. Ausstellung der Eutiner Landesbibliothek und des Gleimhauses Halberstadt ; Ostholstein-Museum Eutin, 9. Mai bis 27. Juni 2010, Das Gleimhaus, Halberstadt, 3. Juli bis 19. August 2010, Schloss Ahrensburg, 16. September bis 10. Oktober 2010 (= Veröffentlichungen der Eutiner Landesbibliothek, Bd. 7). Eutiner Landesbibliothek 2010, ISBN 978-3-939643-05-0.
- "Also kein mündliches Lebewohl ...". Das Ende der Freundschaft zwischen Johann Heinrich Voß und Friedrich Leopold Graf zu Stolberg. In: Arnd Beise (Hrsg.): Letzte Briefe. neue Perspektiven auf das Ende von Kommunikation. Röhrig Universitätsverlag, St. Ingbert 2015, S. 95–116, ISBN 3-86110-576-4.
- Peter Friedrich Ludwig – der "Vater Eutins?". In: Oliver Auge (Hrsg.): Auf dem Weg zum "Weimar des Nordens"? Die Eutiner Fürstbischöfe und ihr Hof im 18. Jahrhundert (= Eutiner Forschungen, Bd. 15). Eutiner Landesbibliothek 2019, S. 115–126, ISBN 978-3-939643-21-0.
- (Mitautor): Die Eutiner Landesbibliothek – eine bibliophile Schatzkammer. Die Geschichte hinter den Büchern. Wohnungswirtschaft Heute Verlagsgesellschaft mbh, Bosau 2016.
- (Hrsg., mit Axel E. Walter): "Das Tor zur Hölle". Island-Karten aus fünf Jahrhunderten. Begleitband zur Ausstellung in der Eutiner Landesbibliothek 10. Juli-2. November 2019 (= Veröffentlichungen der Eutiner Landesbibliothek, Bd. 10). Eutiner Landesbibliothek 2019, ISBN 978-3-939643-22-7.
- Die Anfänge des Tourismus in Ostholstein. In: Oliver Auge (Hrsg.): Besonderes aus Ostholstein. Beiträge zur Geschichte der Region ; anlässlich des 50-jährigen Jubiläums der Kreises Ostholstein. Husum Verlag, Husum 2020, S. 135–152, ISBN 978-3-96717-016-0.
- Klassizist und Klassiker. Zum Verhältnis von Voß und Goethe. In: Malte u. Ulrike Denkert (Hrsg.): Goethe-Impulse. Johann Wolfgang von Goethe im Spiegel einiger Norddeutscher Dichter und Dichterinnen. Schmidt & Klaunig, Kiel 2020, S. 33–58, ISBN 978-3-88312-120-8.
- (mit Silke Gehring): Neue Voß-Briefe. Der "Nachlass Clara Bader". In: Vossische Nachrichten, Bd. 13 (2021), S. 54–60.
- (Hrsg., mit Sabine Gruber u. Stefan Knödler): Das schriftstellerische Werk von Friedrich Leopold Graf zu Stolberg (1750–1819) (= Eutiner Forschungen, Bd. 18). Wachholtz, Kiel/Hamburg 2022, ISBN 978-3-529-06542-2.
- Friedrich Leopold Graf zu Stolberg – Diplomat, Amtmann und Verwaltungschef in Eutinischen Diensten. In: Oliver Auge (Hrsg.): Die Diener der Fürstbischöfe. Der Eutiner Hof im 17. und 18. Jahrhundert (= Eutiner Forschungen, Bd. 19). Wachholtz, Kiel/Hamburg 2023, ISBN 978-3-529-06543-9.
- Voss-Studien. Beiträge zum Wirken und zum Netzwerk von Johann Heinrich Voß (= Eutiner Bibliothekshefte, Bd. 10). Eutiner Landesbibliothek 2024, ISBN 978-3-939643-26-5.